# 주간 아이돌
《주간 아이돌》은 대한민국의 케이블 방송 채널인 MBC M, MBC every1에서 방송되는 텔레비전 프로그램이다. 약칭은 주간아이다.

## 방송 시간
1기
| 방송 채널    | 방송 기간                         | 방송 시간                    | 방송 회차  |
| ------------ | --------------------------------- | ---------------------------- | ---------- |
| MBC 에브리원 | 2011년 7월 23일 ~ 2012년 3월 3일  | 매주 토요일 오후 2:00 ~ 3:00 | 1 ~ 33회   |
| MBC 에브리원 | 2012년 3월 14일 ~ 2018년 3월 28일 | 매주 수요일 오후 6:00 ~ 7:00 | 34 ~ 348회 |

2기
| 방송 채널    | 방송 기간                           | 방송 시간                    | 방송 회차   |
| ------------ | ----------------------------------- | ---------------------------- | ----------- |
| MBC 에브리원 | 2018년 4월 4일 ~ 2018년 10월 10일   | 매주 수요일 오후 6:00 ~ 7:00 | 349 ~ 376회 |
| MBC 에브리원 | 2018년 10월 17일 ~ 2018년 12월 26일 | 매주 수요일 오후 5:00 ~ 6:00 | 377 ~ 388회 |

3기
| 방송 채널           | 방송 기간                          | 방송 시간                    | 방송 회차   |
| ------------------- | ---------------------------------- | ---------------------------- | ----------- |
| MBC 에브리원, MBC M | 2019년 1월 9일 ~ 2021년 5월 26일   | 매주 수요일 오후 5:00 ~ 6:00 | 389 ~ 513회 |
| MBC M               | 2021년 6월 2일 ~ 2022년 2월 2일    | 매주 수요일 오후 8:00 ~ 9:00 | 514 ~ 547회 |
| MBC M               | 2022년 2월 9일 ~ 2023년 5월 3일    | 매주 수요일 오후 7:30 ~ 8:30 | 548 ~ 611회 |
| MBC M               | 2023년 5월 10일 ~ 2023년 10월 18일 | 매주 수요일 오후 7:20 ~ 8:20 | 612 ~ 635회 |
| MBC 에브리원        | 2021년 6월 2일 ~ 2023년 10월 18일  | 매주 수요일 밤 12:00 ~ 1:00  | 514 ~ 635회 |

4기
| 방송 채널    | 방송 기간                         | 방송 시간                    | 방송 회차   |
| ------------ | --------------------------------- | ---------------------------- | ----------- |
| MBC M        | 2023년 11월 1일 ~ 2024년 1월 10일 | 매주 수요일 오후 7:20 ~ 8:20 | 636 ~ 645회 |
| MBC 에브리원 | 2023년 11월 1일 ~ 2024년 1월 10일 | 매주 수요일 밤 12:00 ~ 1:00  | 636 ~ 645회 |

5기
| 방송 채널    | 방송 기간                          | 방송 시간                    | 방송 회차 |
| ------------ | ---------------------------------- | ---------------------------- | --------- |
| MBC M        | 2024년 1월 17일 ~ 2024년 4월 17일  | 매주 수요일 오후 7:20 ~ 8:20 | 646 ~ 659 |
| MBC M        | 2024년 4월 24일 ~ 2024년 12월 25일 | 매주 수요일 오후 6:20 ~ 7:20 | 660 ~ 695 |
| MBC 에브리원 | 2024년 1월 17일 ~ 2024년 12월 25일 | 매주 수요일 밤 12:00 ~ 1:00  | 646 ~ 695 |

6기
| 방송 채널    | 방송 기간             | 방송 시간                    | 방송 회차 |
| ------------ | --------------------- | ---------------------------- | --------- |
| MBC M        | 2025년 6월 6일 ~ 현재 | 매주 금요일 오후 5:30 ~ 6:30 | 696 ~현재 |
| MBC 에브리원 | 2025년 6월 6일 ~ 현재 | 매주 금요일 밤 11:30 ~ 12:30 | 696 ~현재 |

## 방송 시리즈

### 진행자
| 방송 시즌 | 방송 횟수                     | 프로그램명  | 방송 기간                          | 현재 MC                                  | 이전 MC / 이전 출연진 |
| --------- | ----------------------------- | ----------- | ---------------------------------- | ---------------------------------------- | --- |
| 1기       | 348부작                       | 주간 아이돌 | 2011년 7월 23일 ~ 2018년 3월 28일  | 형돈이와 대준이                          | 정일훈, 윤보미 (에이핑크), 엔 (빅스), 오하영 (에이핑크), 민아, 잭슨 (GOT7), 다현 (트와이스), 주헌 (몬스타엑스), 신비 (비비지), 김희철 (슈퍼주니어), 하니 (EXID) |
| 2기       | 39부작 (+ 스페셜 방송 4부작)  | 주간 아이돌 | 2018년 4월 4일 ~ 2018년 12월 26일  | 유세윤, 김신영, 이상민                   | |
| 3기       | 249부작 (+ 스페셜 방송 1부작) | 주간 아이돌 | 2019년 1월 9일 ~ 2023년 10월 18일  | 서은광 (비투비), 이미주 (러블리즈)       | 조세호, 남창희, 황광희 (제국의 아이들), 은혁 (슈퍼주니어) |
| 4기       | 10부작 (+ 스페셜 방송 1부작)  | 주간 아이돌 | 2023년 11월 1일 ~ 2024년 1월 10일  | 서은광 (비투비), 이미주 (러블리즈), 히밥 | |
| 5기       | 50부작                        | 주간 아이돌 | 2024년 1월 17일 ~ 2024년 12월 25일 | 붐, 이장준 (골든차일드)                  | |
| 6기       | 방영 중                       | 주간 아이돌 | 2025년 6월 6일 ~현재               | 민혁 (몬스타엑스), 형준 (크래비티)       | |

## 코너

### 방영 코너
- 금주의 아이돌 : 매주 한 팀의 아이돌 가수를 선정해 자세하게 알아보는 코너 (4회 ~ 현재)

### 종영 코너
- 나는 봤다! 아이돌 출몰지역 : 아이돌을 볼 수 있는 다양한 장소를 밀착 취재, 아이돌 로드 맵을 만들어 공개하는 코너 (1회 ~ 3회)
- 깨알 영상, 아이돌 몰카 : 돌발적인 상황에 대처하는 아이돌들의 리얼한 모습을 몰카 형식으로 담아낸 코너 (1회 ~ 3회)
- 레알 차트! 아이돌 셀프 랭킹 : 매주 하나의 주제를 선정, 아이돌 가수들의 투표를 통해 순위를 결정하는 코너 (1회 ~ 94회)
- 레알 차트 시즌 2 TOP 7 + 일후니 : 매주 하나의 주제를 선정 + 일후니 랭킹을 소개하는 코너 (95회 ~ 103회)
- 신개념 아이돌 퀴즈 알랑가 몰라 둘 중 하나 : 이상한 부저를 먼저 성공한 팀이 보기 둘 중 하나를 선택하는 코너, 진팀은 이긴팀에게 음식을 사줘야함 (104회 ~206회)
- 신개념 아이돌 퀴즈 알랑가 몰라 셋 중 하나 : 아이돌 고정 가족들만 도전, MC들은 심판으로 진행되는 코너, 최종 우승자를 제외한 나머지 두명은 벌칙 수행을 받게 됨 + 도전자 아이돌 3명이 자신 있는 부저를 매주 제출 하여 그 중 한 가지를 이번주 이상한 부저로 선정해 그 주의 알랑가 몰라 퀴즈를 풀게 됨 (214회 ~220회)
- 주간 미식회 : 3명의 아이돌 뿐만 아니라 MC 정형돈과 데프콘까지 모두 한팀이 되어 미션을 풀어나가는 형식을 시도했고, 이에 따라 MC 정형돈과 데프콘의 활약상이 더욱 돋보이는 코너 (222회 ~ 243회)
- 아이돌 is 뭔들 : 아이돌과 ‘뭘 해도 잘한다, 멋지다’라는 뜻으로 쓰이는 ‘is 뭔들’의 합성어인 이 코너는 아이돌들이 어떤 미션이든 멋지게 소화해 내는 콘셉트의 코너 (246회 ~ 263회)
- 아이돌 is 뭔들 시즌2 - <퇴근 전쟁> : 아이돌과 ‘뭘 해도 잘한다, 멋지다’라는 뜻으로 쓰이는 ‘is 뭔들’의 합성어인 이 코너는 전 세계 아이돌들이 한 미션 중 선택 하여 성공시 바로 퇴근 할 수 있는 코너 (265회 ~ 290회)
- 복면 아이돌 - 너의 이름은 시즌1 : 그룹이 아닌 아이돌 개개인의 매력을 보여주고 이름을 알릴 수 있게 기획한 코너로 신인부터 중견 아이돌까지 개인을 알리고 싶은 모든 아이돌들이 출연해 그동안 보여주지 못한 매력을 발산하여 이길시 복면을 벗을 수 있는 코너 (291회 ~ 321회)
- 금주의 엄지돌 : 매주 한 팀의 신인 아이돌 가수를 선정해 자세하게 알아보는 코너 (351회 ~ 384회)

## 하이라이트 방송 및 결방 사유
- 2018년 4월 4일 : 비투비 정일훈의 나레이션으로 7년 동안 방송된 주간 아이돌 시즌1의 하이라이트 방송분을 내보냈다.
- 2023년 10월 18일 : 개편 준비를 위해 IVE 방송 하이라이트 방송으로 대체.
- 2023년 10월 25일 : 개편 준비를 위해 결방.
- 2024년 1월 3일 : 개편 준비를 위해 결방.
- 2024년 1월 10일 : 개편 준비를 위해 하이라이트 방송으로 대체.
- 2025년 1월 1일 : 무안공항 항공기 폭발 사고로 인한 국가애도기간으로 결방.
- 2025년 1월 8일 ~ 2025년 5월 28일 : 개편 준비를 위해 결방.
- 2025년 8월 15일 : 광복절로 인한 결방.

## 같이 보기
- 아이돌룸